# Биоска, Густаво
Густаво Биоска Пегес (исп. Gustavo Biosca Pagès; 29 февраля 1928 — 1 ноября 2014) — испанский футболист 1950-х и тренер 1970-х годов. Большую часть игровой карьеры провёл в «Барселоне».

## Карьера игрока
Будучи воспитанником «Кондала», в 1949 году Биоска присоединился к «Барселоне», в которой был основным игроком на протяжении девяти сезонов. В этот период он сыграл в общей сложности 189 матчей за «Барсу» и помог клубу завоевать ряд важных титулов. Он был одним из ключевых игроков «Барселоны», когда клуб начал пользоваться успехом в Испании и Европе.
Густаво считается одним из лучших центральных защитников в истории «Барселоны». Игрок обладал крепким телосложением и демонстрировал высокий класс, был лидером обороны «Барсы пяти кубков». Это прозвище было характерно для клуба в начале 50-х годов, когда команда выиграла пять кубков Испании, два Кубка Эвы Дуарте, три Кубка Дуварда, один Латинский кубок, два Кубка Мартини и Росси, один Кубок ярмарок и Малый Кубок мира. Вместе с Биоской в команде играли такие легендарные футболисты, как Антони Рамальетс, Ладислав Кубала, Сесар Родригес, Эстанислао Басора и Эдуардо Манчон.

Существует история, что в своё время Сантьяго Бернабеу убедил Биоску перейти в «Реал Мадрид». Когда он рассказал об этой новости дома, его отец, который в то время ел, не поднимая глаз, сказал: 
Если ты перейдёшь в «Реал Мадрид», можешь больше не возвращаться в этот дом.
 Если верить этой истории, отцовское неодобрение стало одной из причин, которые помешали ему сыграть за «Реал Мадрид».
Биоска в течение трёх лет (1951—1954) был ключевым защитником весьма сильной на то время сборной Испании, за которую провёл 11 матчей.
В 1957 году он получил серьёзную травму, которая вынудила его после восстановления через год вернуться в «Кондал» и преждевременно уйти из футбола в 1959 году.

## Карьера тренера
После окончания карьеры игрока Биоска начал тренерскую карьеру, которая пришлась на 70-е.
В 1971 году он отправился в Мексику, чтобы возглавить «Атлетико Эспаньол», клуб был создан на базе испытывавшей финансовые трудности «Некаксы» и состоял преимущественно из потомков испанских иммигрантов, таких как Фелипе Систьяга и Хуан Рамон Вильяпонт. Под руководством Биоски команда показывала плохие результаты, и руководство было вынуждено заменить его на Мигеля Марина, который помог клубу остаться в Первом дивизионе, выиграв один матч против «Торреона».
В 1976—1978 годах он был тренером молодёжной сборной Испании и помощником Ладислава Кубалы на посту тренера основной сборной Испании.

## Вне футбола
Биоска был одним из самых популярных футболистов в Испании 1950-х, но не только благодаря своим футбольным достоинствам. Он считался одним из самых привлекательных испанцев 50-х годов, был одним из первых испанских спортсменов, к которому СМИ проявляли повышенное внимание как раз в то время, когда в стране начало распространяться телевидение. Биоска имел много друзей в высшем обществе, у него был роман с испанской певицей Лолой Флорес. Хотя они так и не поженились, Лола Флорес всегда признавала, что Биоска был большой любовью её жизни.
Биоска умер в Барселоне 1 ноября 2014 года, его семейство отказалось сообщать о причинах смерти.

## Статистика выступлений

### Клубная статистика
| Выступление      | Выступление      | Выступление      | Лига | Лига | Кубок страны | Кубок страны | Еврокубки | Еврокубки | Другие | Другие | Итого | Итого |
| Клуб             | Лига             | Сезон            | Игры | Голы | Игры         | Голы         | Игры      | Голы      | Игры   | Голы   | Игры  | Голы  |
| ---------------- | ---------------- | ---------------- | ---- | ---- | ------------ | ------------ | --------- | --------- | ------ | ------ | ----- | ----- |
| Барселона        | Примера          | 1949/50          | 0    | 0    | 0            | 0            | —         | —         | —      | —      | 0     | 0     |
| Барселона        | Примера          | 1950/51          | 24   | 0    | 7            | 0            | —         | —         | —      | —      | 31    | 0     |
| Барселона        | Примера          | 1951/52          | 30   | 0    | 7            | 0            | —         | —         | 1      | 0      | 38    | 0     |
| Барселона        | Примера          | 1952/53          | 24   | 1    | 5            | 0            | —         | —         | —      | —      | 29    | 1     |
| Барселона        | Примера          | 1953/54          | 25   | 0    | 5            | 1            | —         | —         | —      | —      | 30    | 1     |
| Барселона        | Примера          | 1954/55          | 1    | 0    | 0            | 0            | —         | —         | —      | —      | 1     | 0     |
| Барселона        | Примера          | 1955/56          | 24   | 2    | 4            | 0            | 2         | 0         | —      | —      | 30    | 2     |
| Барселона        | Примера          | 1956/57          | 3    | 0    | 4            | 0            | —         | —         | —      | —      | 7     | 0     |
| Барселона        | Примера          | 1957/58          | 6    | 0    | 0            | 0            | 0         | 0         | —      | —      | 6     | 0     |
| Барселона        | Итого            | Итого            | 137  | 3    | 32           | 1            | 2         | 0         | 1      | 0      | 172   | 4     |
| Кондал           | Сегунда          | 1954/55          | 4    | 1    | 0            | 0            | —         | —         | —      | —      | 4     | 1     |
| Кондал           | Сегунда          | 1958/59          | 7    | 0    | 0            | 0            | —         | —         | —      | —      | 7     | 0     |
| Кондал           | Итого            | Итого            | 11   | 1    | 0            | 0            | 0         | 0         | 0      | 0      | 11    | 1     |
| Всего за карьеру | Всего за карьеру | Всего за карьеру | 148  | 4    | 32           | 1            | 2         | 0         | 1      | 0      | 183   | 5     |